# Niels Neergaard
Pour les articles homonymes, voir Neergaard.
Niels Thomasius Neergaard, né le 27 juin 1854 à Ugilt et mort le 2 septembre 1936 à Copenhague, est un homme d'État danois. Il est Premier ministre du Danemark une première fois d'octobre 1908 à août 1909, puis une seconde fois de mai 1920 à avril 1924.